# National Film Award du meilleur film animé
Le National Film Award du meilleur film animé est l'une des catégories des National Film Awards présentées annuellement par la Direction des festivals de films, l'organisation créée par le Ministère de l'information et de la radiodiffusion en Inde. C'est l'un des nombreux prix de la catégorie des longs métrages et décerné avec le Golden Lotus (Swarna Kamal). 
Le prix est annoncé pour tous les films produits dans toute l'Inde, quelle que soit l'industrie, quelle que soit la langue indienne.

## Récompenses
La récompense a été mise en place en 2006, au 54e National Film Award, et est décerné avec un Golden Lotus (Swarna Kamal) et ₹100,000 (1350€ en 2006).

## Liste des vainqueurs
| Année       | Film(s)          | Langue(s)   | Producteur(s)                | Réalisateur(s) | Animateur(s)   | Refs.  |
| ----------- | ---------------- | ----------- | ---------------------------- | -------------- | -------------- | ------ |
| 2006 (54e)  | Kittu            | Télougou    | Bhargava Kodavanti           | B. Sathya      |                | [ 1 ]  |
| 2007 (55e)  | Inimey Nangathan | Tamoul      | S. Sridevi                   | S. Venky Baboo |                | [ 2 ]  |
| 2008 (56e)  | Roadside Romeo   | Hindi       | Aditya Chopra                | Jugal Hansraj  | Tata Elxsi/VCL | [ 3 ]  |
| 2009 (57e)  | Non décerné      | Non décerné | Non décerné                  | Non décerné    | Non décerné    | [ 4 ]  |
| 2010 (58e)  | Non décerné      | Non décerné | Non décerné                  | Non décerné    | Non décerné    | [ 5 ]  |
| 2011 (59e)  | Non décerné      | Non décerné | Non décerné                  | Non décerné    | Non décerné    | [ 6 ]  |
| 2012 (60e)  | Delhi Safari     | Hindi       | *Anupama Patil *Kishor Patil | Nikhil Advani  | Rafique Shaikh | [ 7 ]  |
| 2013 (61e)  | Non décerné      | Non décerné | Non décerné                  | Non décerné    | Non décerné    | [ 8 ]  |
| 2014 (62nd) | Non décerné      | Non décerné | Non décerné                  | Non décerné    | Non décerné    | [ 9 ]  |
| 2015 (63e)  | Non décerné      | Non décerné | Non décerné                  | Non décerné    | Non décerné    | [ 10 ] |
| 2016 (64e)  | Mahayodha Rama   | Hindi       | Contiloe Pictures Pvt. Ltd.  | Rohit Vaid     | Deepak S.V     | [ 11 ] |